# 歸仁站 (越南)
歸仁站（越南语：／）是越南嘉萊省歸仁坊的一個鐵路車站，位於南北鐵路瑶歸支線。歸仁站是一個港灣式月台，SQN1/2次列車通往西貢站及歸仁站。